# Henk van Dijken
Hendrik (Henk) van Dijken (29 april 1933 – 9 december 2010) is een Nederlands voormalig voetbalscheidsrechter die in de Eredivisie floot.
Als voetballer kwam hij als doelman uit voor VVK. Voor die club werd hij ook jeugdleider en scheidsrechter. Vanaf 1957 floot hij in het amateurvoetbal en daarnaast was hij banketbakker. Van 1971 tot 1980 was Van Dijken actief als scheidsrechter in het profvoetbal. Hij floot als scheidrechter in 1977 op een vriendschappelijk toernooi in Bolivia en als afscheid in 1980 op een toernooi in Indonesië waar ook het Nederlands amateurvoetbalelftal aan deel nam.